# Damo Suzuki
|  | Per a altres significats, vegeu «Suzuki (desambiguació)». |

Damo Suzuki (ダモ鈴木 en kanji japonés, 16 de gener de 1950 – 9 de febrer de 2024) va ser un cantant nipó resident a Colònia (Alemanya), on va ser membre del grup de música Can entre 1970 i 1973.
Nascut Kenji Suzuki, la seua germana major volia que fóra músic i cada natalici li regalava un instrument musical. L'any 1967, amb dèsset anys, Suzuki vivia en una comuna hippie a Suècia i en acabant viatjà sis mesos per Alemanya, França, Suïssa i Finlàndia com a artista de carrer i va viure a Wexford (Irlanda) i a Seven Sisters (Londres) i, a punt de tornar-se'n al Japó, va trobar una faena molt ben pagada com a guitarrista en un musical a Múnic, però després de tres mesos fent el mateix cada dia, es desfogava eixint al carrer per a fer algun espectacle o pegar un crit. Així cridà l'atenció dels Can i el fitxaren com a cantant —en substitució de l'afroamericà Malcolm Mooney- pel seu aspecte «alienígena», ja que llavors era difícil vore japonesos per Europa.
L'any 1974 va conéixer la seua futura muller i va deixar la música i es va fer testimoni de Jehovà per a casar-se amb ella, però uns anys després li varen diagnosticar un càncer que el mataria en sis o set anys, del qual va ser operat amb èxit sense cap de transfusió de sang: Suzuki estigué mig any sense poder caminar i, en recuperar-se, va sentir la necessitat de tornar a fer música en directe. D'ençà, ha actuat en solitari (com a Damo Suzuki Band o Damo Suzuki & Friends) o amb altres grups com Dunkelziffer o Passierzettel i, des de 1997, com a Damo Suzuki's Network («la xarxa de Damo Suzuki») amb músics locals dels llocs on actua: a València, l'any 2008, va actuar a l'Octubre Centre de Cultura Contemporània acompanyat pel grup Zener i els músics Rubén Garcia i Marcos Junquera en un concert improvisat d'una hora i mitja sense descans.

## Discografia
- Can: Soundtracks (1970)
- Can: Tago Mago (1971)
- Can: Ege Bamyasi (1972)
- Can: Future Days (1973)
- Can: Unlimited Edition (1976)
- Dunkelziffer: In The Night (1984)
- Dunkelziffer: III (1986)
- Can: The Peel Sessions 1995)
- Dunkelziffer: Live 1985 1997)
- Damo Suzuki's Network: Tokyo on Air West 30.04.97 (1997)
- Damo Suzuki's Network: Tokyo on Air West 02.05.97 (1997)
- Damo Suzuki's Network: Osaka Muse Hall 04.05.97 (1997)
- Damo Suzuki Band: V.E.R.N.I.S.S.A.G.E. (1998)
- Damo Suzuki Band: P.R.O.M.I.S.E. (1998)
- Damo Suzuki's Network: Seattle (1999)
- Damo Suzuki's Network: Odyssey (2000)
- Damo Suzuki's Network: JPN ULTD Vol.1 (2000)
- Damo Suzuki's Network: Metaphysical Transfer (2001)
- Damo Suzuki's Network: JPN ULTD Vol.2 (2002)
- Cul De Sac / Damo Suzuki: Abhayamudra (2004)
- Sixtoo: Chewing on Glass & Other Miracle Cures (2004)
- Damo Suzuki's Network: Hollyaris (2005)
- Damo Suzuki's Network: 3 Dead People After The Performance (2005)
- Damo Suzuki and Now: The London Evening News (2006)
- Damo Suzuki's Network: Tutti i colori del silenzio (2006)
- Omar Rodriguez-Lopez & Damo Suzuki: Please Heat This Eventually (2007)
- Safety Magic: Voices (2007)
- Audioscope: Music for a Good Home (2010)
- Damo Suzuki & The Holy Soul: Dead Man Has No 2nd Chance (2010)
- Damo Suzuki & Cuzo: Puedo Ver Tu Mente (2011)
- Damo Suzuki & Congelador (2011)
- Damo Suzuki & God Don't Like It Ensemble: Live At Cafe Oto (2011)
- Radio Massacre International: Lost in Transit 4: DAMO (2010)
- Can: The Lost Tapes (2012)
- Simon Torssell Lerin / Bettina Hvidevold Hystad with Damo Suzuki (2013)
- Seven Potatoes: Damo Suzuki Live in Nanaimo (2013)
- Damo Suzuki & Mugstar: Start From Zero (2015)